# Itame abbreviata
Itame abbreviata är en fjärilsart som beskrevs av Walker 1862. Itame abbreviata ingår i släktet Itame och familjen mätare. Inga underarter finns listade i Catalogue of Life.